# Rutnica
Rutnica – kolonia w Polsce położona w województwie zachodniopomorskim, w powiecie pyrzyckim, w gminie Przelewice. Miejscowość wchodzi w skład sołectwa Jesionowo. 
W latach 1975–1998 miejscowość administracyjnie należała do województwa szczecińskiego.